# Boughton Green
Boughton Green est un village du Kent, en Angleterre.